# Rices Landing
Rices Landing es un borough ubicado en el condado de Greene en el estado estadounidense de Pensilvania. En el año 2000 tenía una población de 443 habitantes y una densidad poblacional de 222 personas por km².

## Geografía
Rices Landing se encuentra ubicado en las coordenadas 39°56′47″N 79°59′36″O / 39.94639, -79.99333.

## Demografía
Según la Oficina del Censo en 2000 los ingresos medios por hogar en la localidad eran de $34,306 y los ingresos medios por familia eran $39,792. Los hombres tenían unos ingresos medios de $28,646 frente a los $20,000 para las mujeres. La renta per cápita para la localidad era de $17,775. Alrededor del 8% de la población estaba por debajo del umbral de pobreza.